# Sarcophage de Larthia Seianti
Le Sarcophage de Larthia Seianti est un sarcophage étrusque découvert près de Chiusi, en province de Sienne en janvier 1877 et acquis  par le  musée archéologique national de Florence où il est exposé.
Il fut découvert dans une tombe étrusque sur la colline de  la Martinella, au nord-est de Chiusi, à environ deux kilomètres, dans un champ appartenant à M. Casuccini, où était établie une plantation de vignes et d'oliviers,.

## Description
Le sarcophage est placé dans la salle principale d'une tomba a nicchiotti (tombes à corridor et  niches ou loculi). Sur le couvercle est représentée la défunte, Larthia Seianti. Elle porte une robe et un voile. Elle est parée de divers bijoux (boucles d'oreilles, collier, bracelets) et porte une ceinture en or. Toutes ses parures et ses vêtements sont symboles de la fertilité, la fécondité, ils montrent donc que Larthia Seianti est une femme mariée, et qu'elle a eu des enfants. Elle est, comme sur la plupart des sarcophages étrusques, représentée en position de banquet. Ce banquet est soit son banquet funéraire, où elle serait représentée in abstentia, soit plus probablement le banquet des Bienheureux, ce qui signifierait qu'elle aurait passé la frontière avec l'au-delà. Elle tient dans sa main gauche une patère, ce qui fait référence aux libations de vin. Les libations étaient des offrandes de vin aux dieux, elles pouvaient servir d'offrandes pour passer la frontière avec l'au-delà. Le vin fait également référence au sang, car, pour les étrusques, pour passer dans l'au-delà, il fallait que le sang du défunt ait coulé. La patère ferait donc également référence au sang de la défunte qui aurait coulé. De sa main droite, Larthia Seianti tient son voile. Soit elle est en train de se recouvrir avec, soit elle est en train de le relever. Sur la cuve sont représentées deux patères et deux fleurs, entre cinq colonnes. Les deux patères symbolisent la même chose que dit précédemment. Les colonnes symbolisent probablement un temple, et les fleurs font sûrement référence soit aux Deux Déesses, Perséphone et Déméter, auquel cas cela signifierait que la défunte était une pratiquante sûrement initiée, ce qui lui permettrait de passer le passage, soit à la fertilité, la fécondité, ce qui renvoie à la femme mariée qui a eu des enfants.
Le sarcophage comporte l'inscription : « larθia:seianti:s…i:sve… » (gravée dans l'argile) et  « ...ti a:lar...lisa: niasa » (peinte sur la surface).